# Kokad
Kokad is een plaats (község) en gemeente in het Hongaarse comitaat Hajdú-Bihar. Kokad telt 675 inwoners (2001).